# PKD1L1
PKD1L1‏ (Polycystin 1 like 1, transient receptor potential channel interacting) هوَ بروتين يُشَفر بواسطة جين PKD1L1 في الإنسان.